# Ricardo Mella Serrano
Ricardo Mella Serrano (Sevilla, 11 de noviembre de 1889 - Caracas, 1958) fue un ingeniero y político socialista español. Aunque el Diccionario biográfico del socialismo español y otras fuentes le identifican como negrinista, el historiador Ángel Viñas le describe como anticomunista, basándose en diversos documentos internos del PCE.

## Biografía
Ricardo Mella Serrano fue el hijo mayor del pensador anarquista Ricardo Mella y de su compañera Esperanza Serrano, así como hermano de la también política y feminista Urania. Nació en Sevilla durante la estancia de su padre en Andalucía, tras haber sido condenado a una pena de extrañamiento. Retornada la familia a Vigo, Mella Serrano ingresó en el PSOE, fundando allí en 1916 el semanario de carácter socialista La Linterna. Cursó Ciencias Exactas y llegó a ser funcionario de Obras Públicas.
Fue vicepresidente del Celta de Vigo, y autor del primer diseño del Estadio de Balaídos. También colaboró con su padre en el proyecto de los tranvías de la ciudad.
Alcanzó sus máximas responsabilidades durante la Guerra Civil. Fue nombrado por el presidente del Consejo de Ministros, Juan Negrín, gobernador civil de Jaén el 24 de agosto de 1937, cargo que ejerció hasta mayo de 1938, y trasladado al mismo puesto en Alicante (en donde sucedió al comunista Jesús Monzón). En esta gobernación civil las fuentes describen hechos contradictorios: el Diccionario biográfico de políticos valencianos afirma que modificó la política de Monzón pacificando, en cierta medida, las relaciones entre los partidos y sindicatos que apoyaban a la República. Ángel Viñas, citando documentación del PCE, describe como Mella, el 17 de noviembre de 1938, movilizó a carabineros y gobierno militar en respuesta a un inexistente complot comunista. Más adelante, en torno al 20 de febrero de 1939, el buró político del PCE presentó a Negrín un documento para contrarrestar el estado de ánimo derrotista que imperaba en la retaguardia republicana y que sería el caldo de cultivo para el golpe del coronel Segismundo Casado. En este documento se pedía la sustitución de Mella Serrano. Este fue efectivamente cesado el 27 de febrero, poco antes del golpe, por el ministro de Gobernación, Paulino Gómez (sin embargo, Gómez no era partidario de Negrín).
Derrotada la República, pudo huir a Francia y desde allí pasó a la República Dominicana, donde dirigió la revista Nuevo Rumbo entre 1943 y 1944. Marchó hacia Venezuela al tener problemas con la dictadura de Trujillo, un fenómeno común entre los exiliados republicanos españoles en la república caribeña. En el país sudamericano formó parte de la Agrupación de Socialistas Españoles en Venezuela, de la que fue expulsado en agosto de 1946 por "negrinista" (según el Diccionario Biográfico del Socialismo Español). Falleció en Caracas en el 1958.